# Halfords
Halfords é um varejista britânico de peças de automóveis, melhora de automóveis, camping e equipa de turismo e bicicletas que operam no Reino Unido e Irlanda.

## História
A empresa foi fundada por Frederick Rushbrooke em Birmingham em 1892 como uma loja de ferragem por maior.Em 1902, Rushbrooke moveu-se para uma loja em Halford Street em Leicester, e a companhia foi nomeada após esta rua, e começou a vender artigos de ciclismo. Abriu sua loja em 1931, e comprou a Birmingham Bicycle Company em 1945. Em 1968, abriu sua loja número 300. 
Converteu-se numa parte do azeite de Burmah em 1965, após uma batalha de aquisição entre as indústrias de Burmah e de Smiths. Durante esse tempo, Denis Thatcher, esposo da futura primeira ministra Margaret Thatcher, era um director não executivo. Foi adquirida por Ward White Group em 1983 e posteriormente adquirida pelo Boots Group em 1991. 
Em julho de 2002, foi tomada por CVC Capital Partners. Em junho de 2004, apresentou-se na Carteira de Londres. Em 2003, deixou cair a marca azul, branca e vermelha, a favor de um novo logotipo negro e laranja. O novo logotipo tinha-se utilizado desde o ano anterior, mas não entrou em vigor até 2003.
O 11 de julho de 2005, entrou num acordo de colaboração com Autobacs Seven, um varejista de acessórios de automóveis com correntes de lojas em todo mundo e que é melhor conhecido em outros países que não têm uma loja de Autobacs, sendo o patrocínio do título de Super GT e D1 Grand Prix. O 13 de dezembro de 2005, adquiriu um 5% da empresa em aproximadamente 7.500 milhões de ienes.
Em junho de 2007, abriu sua primeira loja em Europa Central, num povo para perto de Praga. Nos próximos dois anos, abriu mais cinco lojas na República Checa e uma em Polónia. A expansão foi vista como uma oportunidade porque os carros na estrada tendem a ser ligeiramente mais velhos ali, de modo que a gente seria mais experiente na manutenção do carro.
Em 2010, terminou estas actividades, após que as perdas realizadas nos primeiros anos considerar-se-ão demasiado altas e uma nova direcção queria centrar no mercado interno.
O 18 de fevereiro de 2010, a companhia anunciou um acordo para comprar a corrente Nationwide Autocentre MOT, da assinatura de capital privado Phoenix. O plano era voltar a marcar os centros baixo o nome Halfords, e abrir outros 200. Em abril de 2015, há mais de 250 garagens que se ocupam de MOT, reparos de automóveis e serviço.
Em junho de 2014, adquiriu o fabricante britânico de bicicletas Boardman Bikes Ltd, fundado pelo ciclista profissional Chris Boardman, Sarah Mooney e Alan Ingarfield, pela soma não revelada. Em março de 2015, anunciou-se que o 11 de maio, Jill McDonald, chefe de McDonald's UK desde 2010, substituiria a Matt Davies.
O 3 de maio de 2017, anunciou que o conselheiro delegado tem demitido do negócio para ocupar o cargo de director geral. Ela ficará como CEO de Halfords até o final de seu período de aviso em outubro de 2017.

### Operações
Desde 2010, tem operado ao redor de 465 lojas, das quais aproximadamente 22 são encontrados na República de Irlanda e as outras no Reino Unido. 

### Patrocínio
A equipa ganhou o campeonato geral dos condutores de BTCC em 2005 e 2006, com o condutor Matt Neal. Em março de 2007, patrocinou a equipa de carreiras baixo o nome de Team Halfords e em janeiro de 2008, começou a patrocinar a uma equipa mista profissional de bicicletas Team Halfords Bikehut, encabeçado por Nicole Cooke.